# Castello di Altenburg (Turingia)
Il castello di Altenburg è un castello situato ad Altenburg, cittadina tedesca della Turingia. È un'antica residenza dei duchi di Sassonia-Altenburg (nel periodo 1826-1918) ma la costruzione risale al periodo tardo gotico.
Nel castello si possono visitare è oggi visitare gli appartamenti ducali del XVII-XVIII secolo, quelli del XIX-XX secolo e un museo dedicato alle carte da gioco. 
I saloni e il cortile del castello sono oggi spazi dedicati a eventi culturali.

## Storia
Il castello medievale si trova su una collina di porfido, all'epoca fuori dai confini della città di Altenburg. Il luogo viene menzionato per la prima volta in un atto di donazione emesso dall'imperatore Ottone II il 1º agosto 976, quando cedette il feudo al vescovado di Zeitz.
Nel 1132, il re Lotario III fece del castello sul fiume Pleiße (castro Plysn) un palazzo imperiale. Anche il suo successore Corrado III di Hohenstaufen vi soggiornò nel 1150; Il duca Ladislao II l'Esiliato, già granduca di Polonia, vi visse in esilio con la sua famiglia dal 1146 fino alla sua morte nel 1159. L'imperatore Federico Barbarossa fece ricostruire il castello dove risiedeva nel 1165 e nel 1172; nel 1180 vi assegnò il Ducato di Baviera a Ottone di Wittelsbach. Amministrato dai burgravi di Altenburg, il castello continuò ad essere la residenza dei sovrani della Casa di Hohenstaufen, tra cui Enrico VI, Filippo di Svevia e Federico II, ma anche del loro rivale Ottone di Brunswick.
Nel 1253 il casato di Wettin vide aumentare la sua influenza nel paese sul fiume Pleiße, quando Alberto II di Meißen, figlio del margravio Enrico III, sposò Margherita di Sicilia, figlia dell'imperatore Federico II. Dopo la sua vittoria nella battaglia di Lucka il 31 maggio 1307, il margravio Federico I di Meißen ottenne la signoria di Altenburg che fu incorporata nel margraviato di Meißen. Fece parte dell'elettorato di Sassonia sotto il regno di Federico il Bellicoso dal 1423; nel gennaio 1430 la fortezza fu assediata senza successo dalle forze hussite che tuttavia saccheggiarono e incendiarono la città.
Altenburg fu scelta come residenza dei duchi di Sassonia-Gotha-Altenburg nel XVII secolo. Il castello fu trasformato in castello residenziale dai duchi Federico II e Federico III tra il 1706 e il 1744. Un incendio lo devastò nel 1868 e persero la vita sei vigili del fuoco. Quando l'ultimo duca, Ernesto II di Sassonia-Altenburg, abdicò nel novembre 1918, il castello fu utilizzato dalla città, che ne prese formalmente possesso il 10 aprile 1943.